# Montanera
Montanera és un municipi italià situat a la regió del Piemont i a la província de Cuneo. L'any 2018 tenia 745 habitants. Està agermanat amb el municipi català de La Vall de Boí.